# Hypenetes hessei
Hypenetes hessei là một loài ruồi trong họ Asilidae. Hypenetes hessei được Londt miêu tả năm 1985. Loài này phân bố ở vùng nhiệt đới châu Phi.